# Sergej Kljoegin
Sergej Petrovitsj Kljoegin (Russisch: Сергей Петрович Клюгин) (Kineschma (Oblast Ivanovo), 24 maart 1974) is een Russische atleet, die is gespecialiseerd in het hoogspringen. Hij werd olympisch kampioen en meervoudig Russisch kampioen op deze discipline. Hij nam eenmaal deel aan de Olympische Spelen en won bij die gelegenheid een gouden medaille.
In 1991 won hij het Europees Jeugd Olympisch Festival in Brussel met een hoogte van 2,20 m. In datzelfde jaar werd hij tweede op het EK junioren. Zijn grootste succes is het winnen van de olympische titel op de Olympische Spelen van Sydney in 2000. Hij won deze wedstrijd met 2,35 m een centimeter onder zijn persoonlijke record dat hij in 1998 in Zürich behaalde. In 1998 won hij op het EK in Boedapest een bronzen medaille achter de Pool Artur Partyka en de Brit Dalton Grant.
Hij is aangesloten bij SK Luch Moskva.

## Titels
- Olympisch kampioen hoogspringen - 2000
- Russisch kampioen hoogspringen (outdoor) - 2000, 2001
- Russisch kampioen hoogspringen (indoor) - 1997

## Persoonlijke records
| Onderdeel              | Prestatie | Datum            | Plaats |
| ---------------------- | --------- | ---------------- | ------ |
| hoogspringen (outdoor) | 2,36 m    | 12 augustus 1998 | Zürich |
| hoogspringen (indoor)  | 2,31 m    | 2 februari 1997  | Moskou |

## Palmares

### Hoogspringen
Kampioenschappen
- 1991:  Europees Jeugd Olympisch Festival - 2,20 m
- 1991:  EK junioren - 2,27 m
- 1992: 5e WK junioren - 2,20 m
- 1995:  Militaire Wereld Spelen - 2,24 m
- 1997: 11e WK - 2,29 m
- 1997:  Europacup - 2,30 m
- 1998:  Europacup - 2,28 m
- 1998:  EK - 2,32 m
- 1998:  Wereldbeker - 2,28 m
- 1998: 4e Grand Prix Finale - 2,28 m
- 2000:  Europacup - 2,20 m
- 2000:  OS - 2,35 m
- 2000: 5e Grand Prix Finale - 2,20 m
- 2001: 4e WK - 2,30 m

Golden League-podiumplaatsen
- 1998:  Bislett Games - 2,28 m
- 1998:  Weltklasse Zürich - 2,36 m
- 1998:  Memorial Van Damme - 2,28 m
- 1999:  Bislett Games - 2,28 m
- 2000:  Meeting Gaz de France - 2,31 m
- 2000:  Memorial Van Damme - 2,28 m
- 2000:  ISTAF - 2,29 m

1896: Ellery Clark ·
1900: Irving Baxter ·
1904: Samuel Jones ·
1908: Harry Porter ·
1912: Alma Richards ·
1920: Richmond Landon ·
1924: Harold Osborn ·
1928: Robert Wade King ·
1932: Duncan McNaughton ·
1936: Cornelius Johnson ·
1948: John Winter ·
1952: Walter Davis ·
1956: Charles Dumas ·
1960: Robert Sjavlakadze ·
1964: Valeri Broemel ·
1968: Dick Fosbury ·
1972: Jüri Tarmak ·
1976: Jacek Wszoła ·
1980: Gerd Wessig ·
1984: Dietmar Mögenburg ·
1988: Hennadi Avdjejenko ·
1992: Javier Sotomayor ·
1996: Charles Austin ·
2000: Sergej Kljoegin ·
2004: Stefan Holm ·
2008: Andrej Silnov ·
2012: Erik Kynard ·
2016: Derek Drouin ·
2020: Gianmarco Tamberi & Mutaz Essa Barshim ·
2024: Hamish Kerr